# Парвель, Владимир Юлиусович
Влади́мир Ю́лиусович (Ю́льевич) Па́рвель (12 (25) ноября 1908, Санкт-Петербург — 4 июля 1971, Таллин) — советский кинооператор, кинорежиссёр и сценарист. Заслуженный деятель искусств Эстонской ССР (1965). Лауреат Сталинской премии второй степени (1951). Член ВКП(б) с 1945 года.

## Биография
Родился 12 (25) ноября 1908 года. Был женат на монтажнице кино Вере Парвель.
Творческую деятельность начал в 1937 году оператором на студии «Eesti Kultuurfilm». Был первым директором киностудии в Таллине. Его первой крупной работой стал художественный фильм «Vilsandi linnriik», завершенный в 1937 году и получивший награду на фестивале культурного кино в Гамбурге. Принимал активное участие в создании первых эстонских советских фильмов. В годы Великой Отечественной войны — фронтовой оператор.
19 марта 1945 года был назначен исполняющим обязанности директора Таллинской студии кинохроники (срок полномочий истек 31 декабря 1946 года). Активно участвовал в общественной жизни, избирался секретарем партбюро студии, председателем профсоюзного комитета и бюро творческого актива, членом художественного совета киностудии. Его операторская работа над документальным фильмом «Советская Эстония» (1950) была отмечена Сталинской премией II степени, а в 1965 году ему было присвоено почетное звание «Заслуженный деятель искусств Эстонской ССР».
Умер 4 июля 1971 года в Таллине.

## Фильмография

### Режиссёр
- 1937 — Птичий остров Вильсанди (сценарист)
- 1939 — Вырумаа; Земля Ливов
- 1940 — Воля народа
- 1941 — Эстонская земля
- 1947 — Советская Эстония; Поющий народ
- 1949 — Дорога будущего
- 1950 — Советская Эстония
- 1951 — 150 лет Тартускому университету
- 1953 — Фр. Крейцвальди; На лыжной тропе
- 1955 — День рождения ЭССР
- 1960 — По Швеции
- 1961 — Эдуард Вильде; Калеви-Лийва обвиняет
- 1963 — Таллин; Наша школа
- 1965 — Эдуард Вильде; Крылатая песня
- 1967 — Дни братства
- 1968 — Театральные вариации

### Оператор
- 1959 — На повороте; Незваные гости

## Награды и премии
- Сталинская премия второй степени (1951) — за фильм «Советская Эстония» (1950)
- Заслуженный деятель искусств Эстонской ССР (1965)
- Приз на фестивале культурного кино в Гамбурге (1937) — за фильм «Птичий остров Вильсанди»